# Pusztaegres
Pusztaegres Sárbogárd városrésze 1986 óta. Előtte a Sárbogárdi járás egyik községe volt.

## Fekvése
A Közép-Mezőföldön fekszik Sárszentmiklós és Mezőszilas között; kelet-nyugati irányban a 6306-os út halad rajta keresztül, de érinti a területét az észak-déli irányú 6307-es út is. Hozzá tartozott a falutól keletre elterülő Örspuszta, amely mellett találhatók a rétszilasi tavak, valamint északkelet felé Sárhatvan, a kálozi úton.

## Története
Eredetileg besenyők voltak a lakói. A középkorban két falu, Alsó- és Felsőegres' volt a területén, melyek közül a felső mára eltűnt, csak az alsó maradt meg. A XV. század elején a Kanizsai család szerezte meg. A török hódoltság idején csökkent a lakossága, a tizenöt éves háború le is törölte a térképről. Az újratelepítés után, 1757-ben 691 fő volt a lakossága. Az 1930-as években a Zichy és Esterházy család volt a falu birtokosa.
Fényes Elek szerint: „Egres, magyar falu, Fejér vgyében, Simontornyához 1 mfd., ut. p. Sár-Bogárd. Van 678 ref., 211 kath. lak., ref. anyatemploma, termékeny róna szántóföldjei. Birják gr. Zichy János örökösei, s a lángi uradalomhoz tartozik..
Örs, puszta, Fejér vmegyében, Egreshez 1 óra, szép urasági gazdasággal, s nagy birkatenyésztéssel. A gr. Zichy János örök. által birt lángi urad. tartozik.
Hatvan, puszta, Székes-Fejér vmegyében, Kálozhoz 1 1/2 óra: 230 kath., 66 ref., 2 evang., 3 zsidó lak. A kálózi urad. tartozik.”

## Híres emberek
- Itt született Nagy József labdarúgó.
- Örspusztán járta az elemi iskolát Ujváry Lajos, festő, tanár

## Képtár

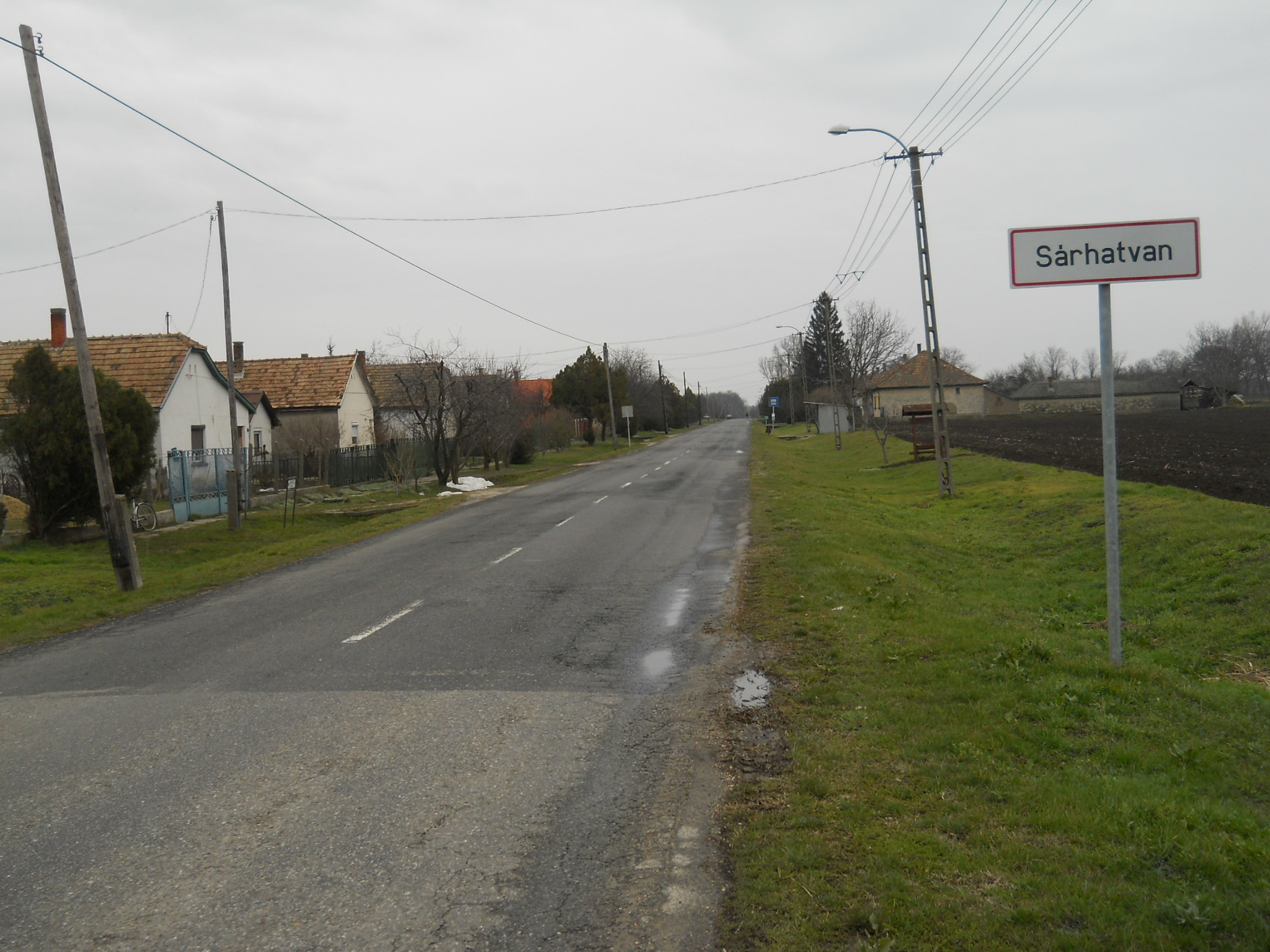
Sárhatvan - helységnévtábla
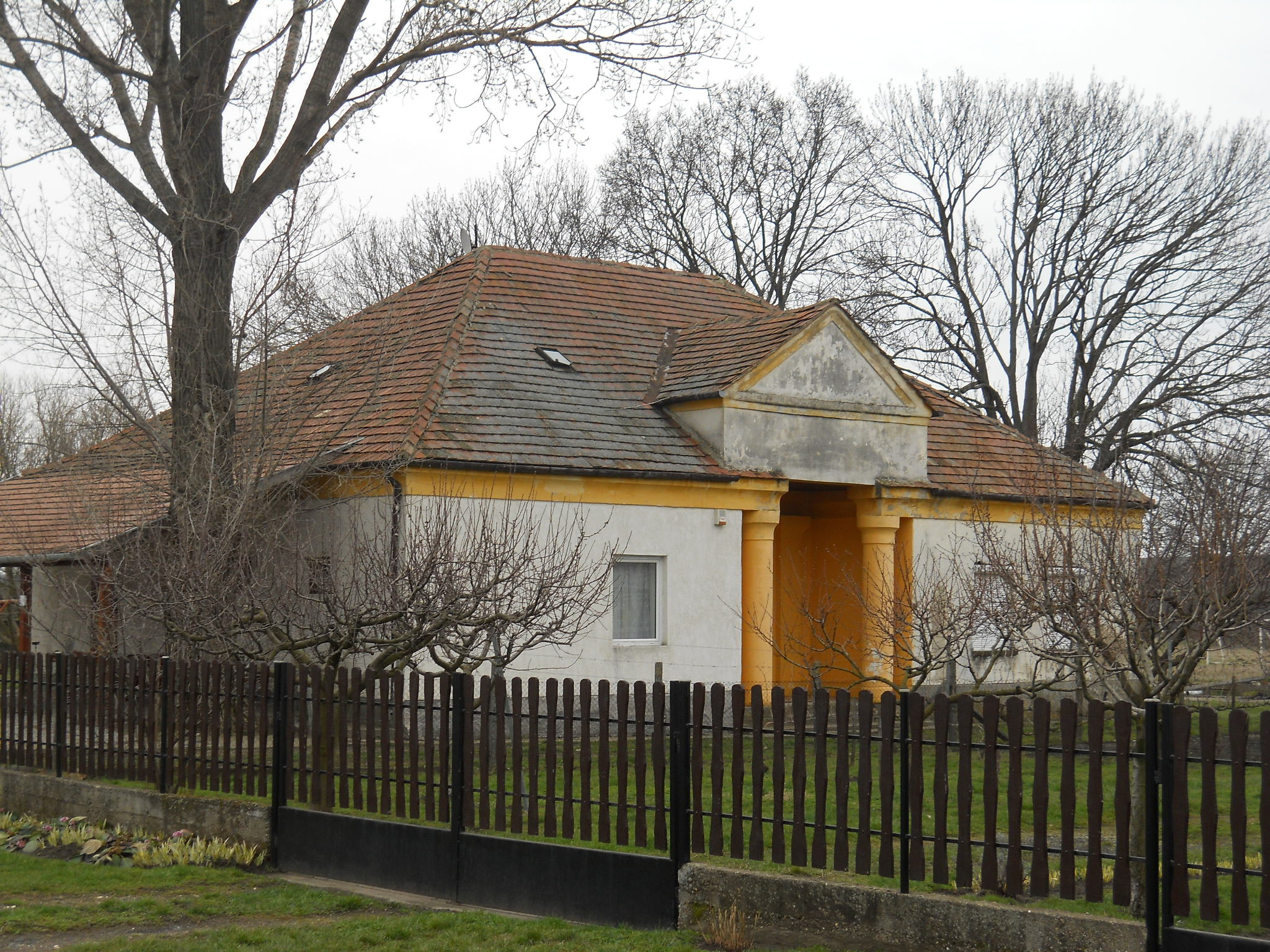
Sárhatvan
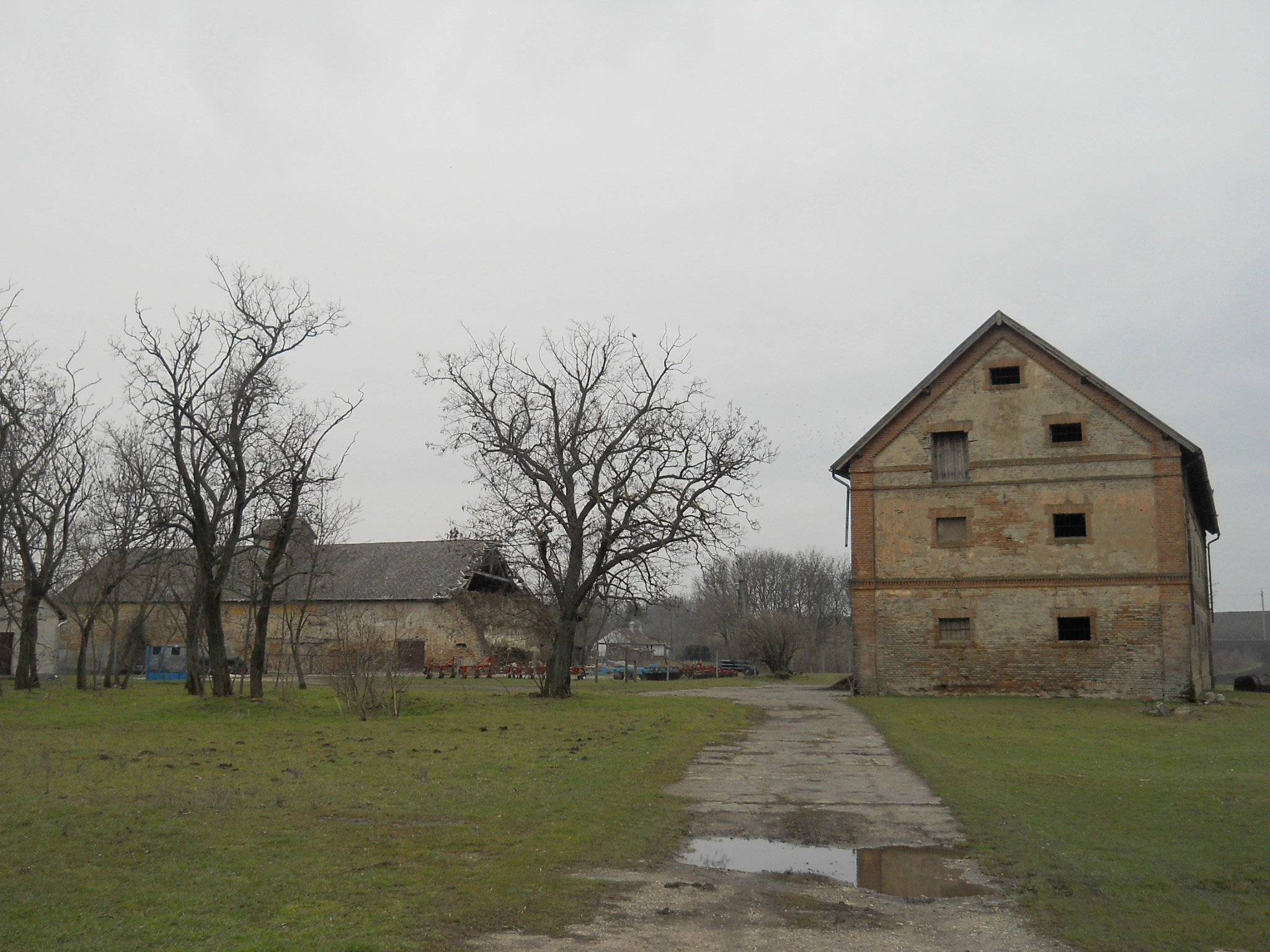
Sárhatvan
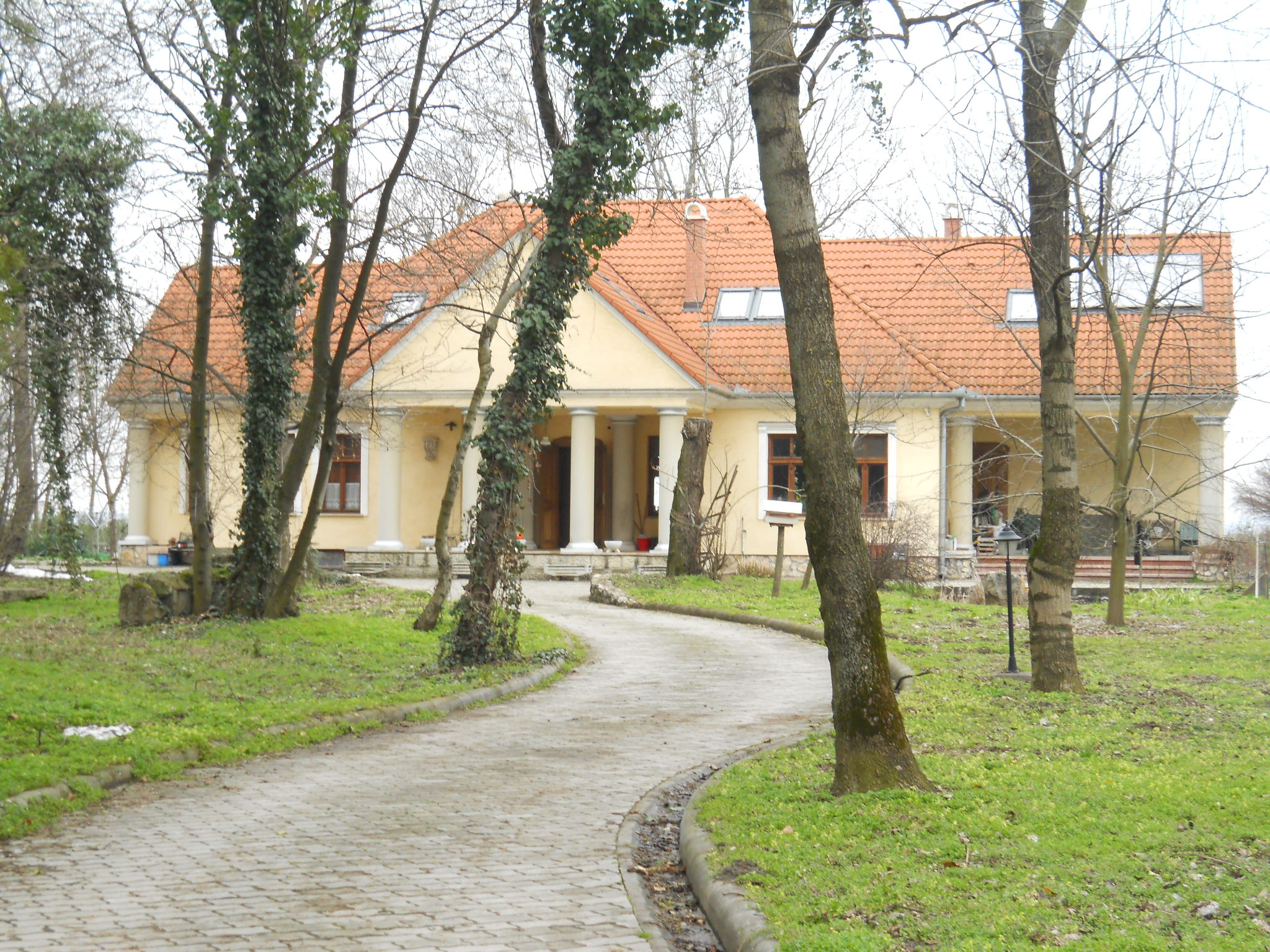
Sárhatvan
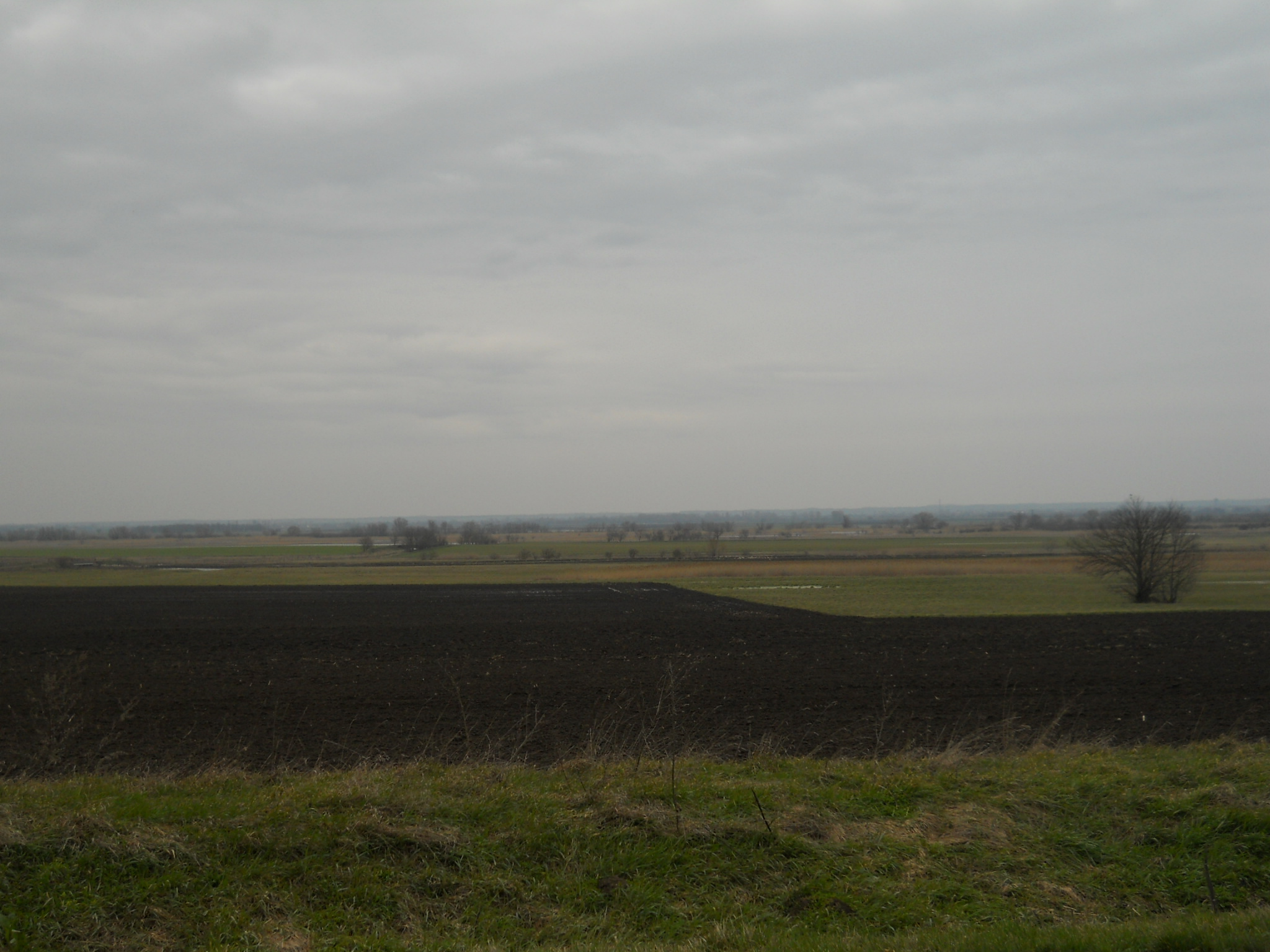
Sárhatvan - tájkép
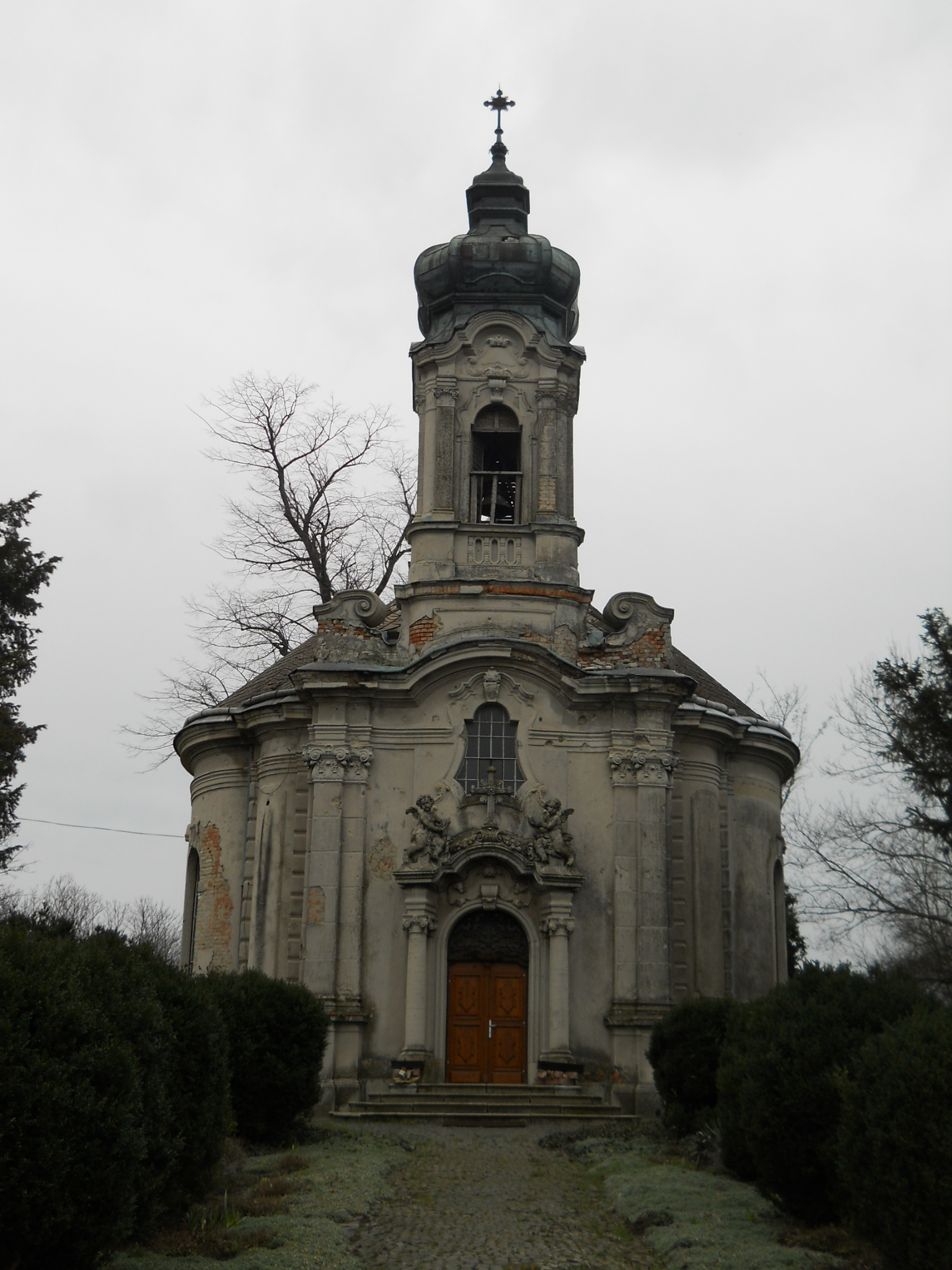
Sárhatvan - Miasszonyunk-kápolna
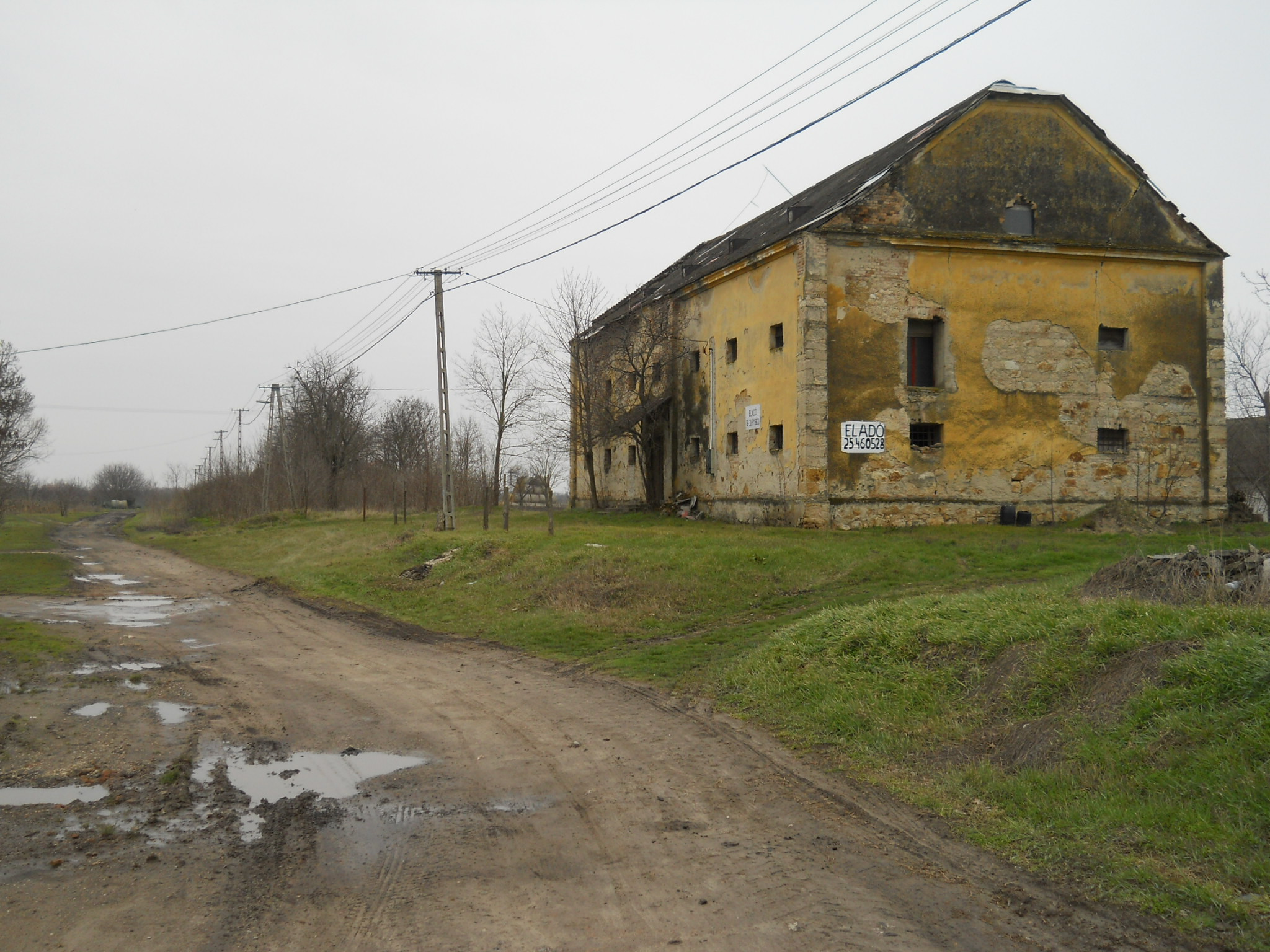
Örspuszta